# Église Saint-Germain de Gergy
L'église Saint-Germain de Gergy est une église située sur le territoire de la commune de Gergy dans le département français de Saône-et-Loire et la région Bourgogne-Franche-Comté.
Elle relève de la paroisse Saint-Paul-Apôtre, qui totalise cinq clochers et a son siège à Chalon-sur-Saône.

## Historique
L’église actuelle a sans doute succédé à une église romane préexistante. Elle est sortie de terre par la volonté 
du prieur de Saint-Marcel, grâce aux deniers de la bonne dame de Gergy, Béatrice de Réon.
De la première moitié du XIIIe siècle, elle est de style gothique primitif (comme celles, voisines, de Saint-Marcel, de 
Fontaines, de Chagny, de Saint-Loup de La Salle ou de Chaudenay).
L’intérieur de l’église a été restaurée à partir de 1985, en quatre phases successives :
- en 2013-2014 (façade ouest et clocher) ;
- en 2015 (nef et chevet) ;
- en 2016 (bas-côté nord) ;
- en 2017 (réfection du bas-côté sud avec la petite porte et la litre seigneuriale).

## Description
Le clocher primitif, qui consistait en un clocher carré, n'a pas subsisté : il a été profondément remanié en 1644 (dans la foulée d'une destruction par la foudre). La flèche pyramidale a été réparée en 1826 (à la suite d'un ouragan) puis, de nouveau, en 1959, après avoir été frappée par la foudre. En 2013 la toiture a entièrement été restaurée (et un nouveau coq a remplacé celui de 1959).

## Protection
L’église a été inscrite à l’inventaire supplémentaire des Monuments historiques le 22 juillet 1937.